# Montevallo (Alabama)
Montevallo é uma cidade localizada no estado americano do Alabama, no Condado de Shelby.

## Demografia
Segundo o censo americano de 2000, a sua população era de 4825 habitantes.
Em 2006, foi estimada uma população de 5201, um aumento de 376 (7.8%).

## Geografia
De acordo com o United States Census Bureau, a localidade tem uma área de 19,7 km², dos quais 19,6 km² cobertos por terra e 0,1 km² cobertos por água. Montevallo localiza-se a aproximadamente 125 m acima do nível do mar.

## Localidades na vizinhança
O diagrama seguinte representa as localidades num raio de 24 km ao redor de Montevallo.